# セアト・アルハンブラ
アルハンブラ（Alhambra）は、セアトが製造・販売しているMPVである。

## 概要
SEAT Alhambraは、1997年から2020年にかけて製造されたフォルクスワーゲン・シャランの姉妹車となる3列シート＆スライドドアのミニバン（MPV）である。1996年6月からポルトガルのパルメラにあるフォルクスワーゲングループのAutoEuropa工場でSEATブランドで製造。フォルクスワーゲンシャランと同じプラットフォームを共有しており、初代は、フォードギャラクシーとも関係があった。この車両は、スペインで有名な記念碑であるグラナダのアルハンブラ宮殿にちなんで名付けられた。

## 初代 7M型（1997年 - 2010年）
初代セアト・アルハンブラのプロトタイプは、1995年のジュネーブサロンインターナショナルドゥオートで発表された。翌年の6月に発売された。アルハンブラは、そのコンポーネントとデザインと構成要素をフォルクスワーゲン・シャランとフォード・ギャラクシーと共有。ただし、セアト・アルハンブラには、特定の価格帯に適合するより多くのオプションがあり、セアト・アルハンブラには7つの座席があり、後部の5つの座席は折りたたむか、クリップを外して完全に取り外すことができる。また、セアト・アルハンブラは2000年に、大幅なスタイル変更を行った。

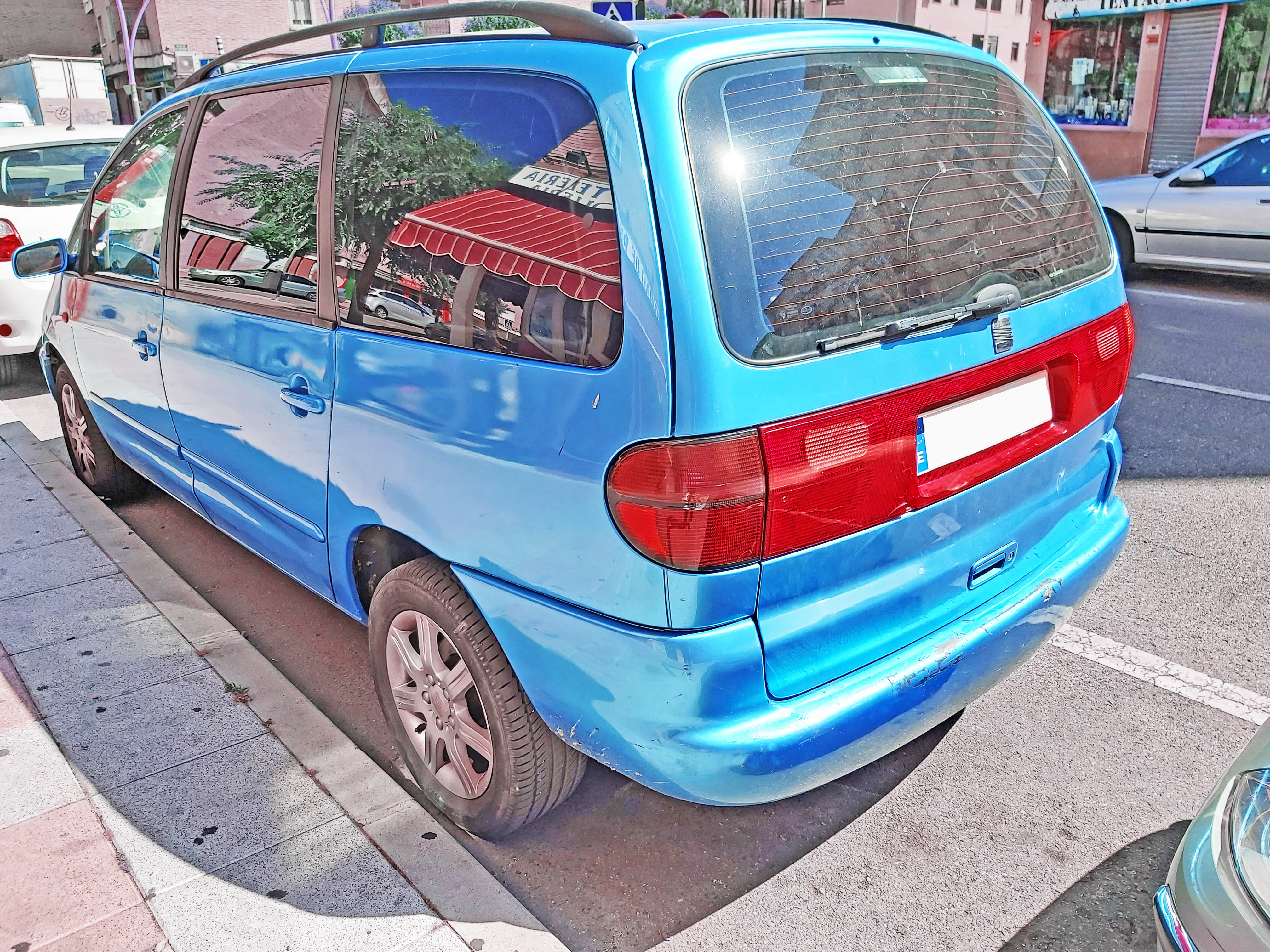
前期型リア
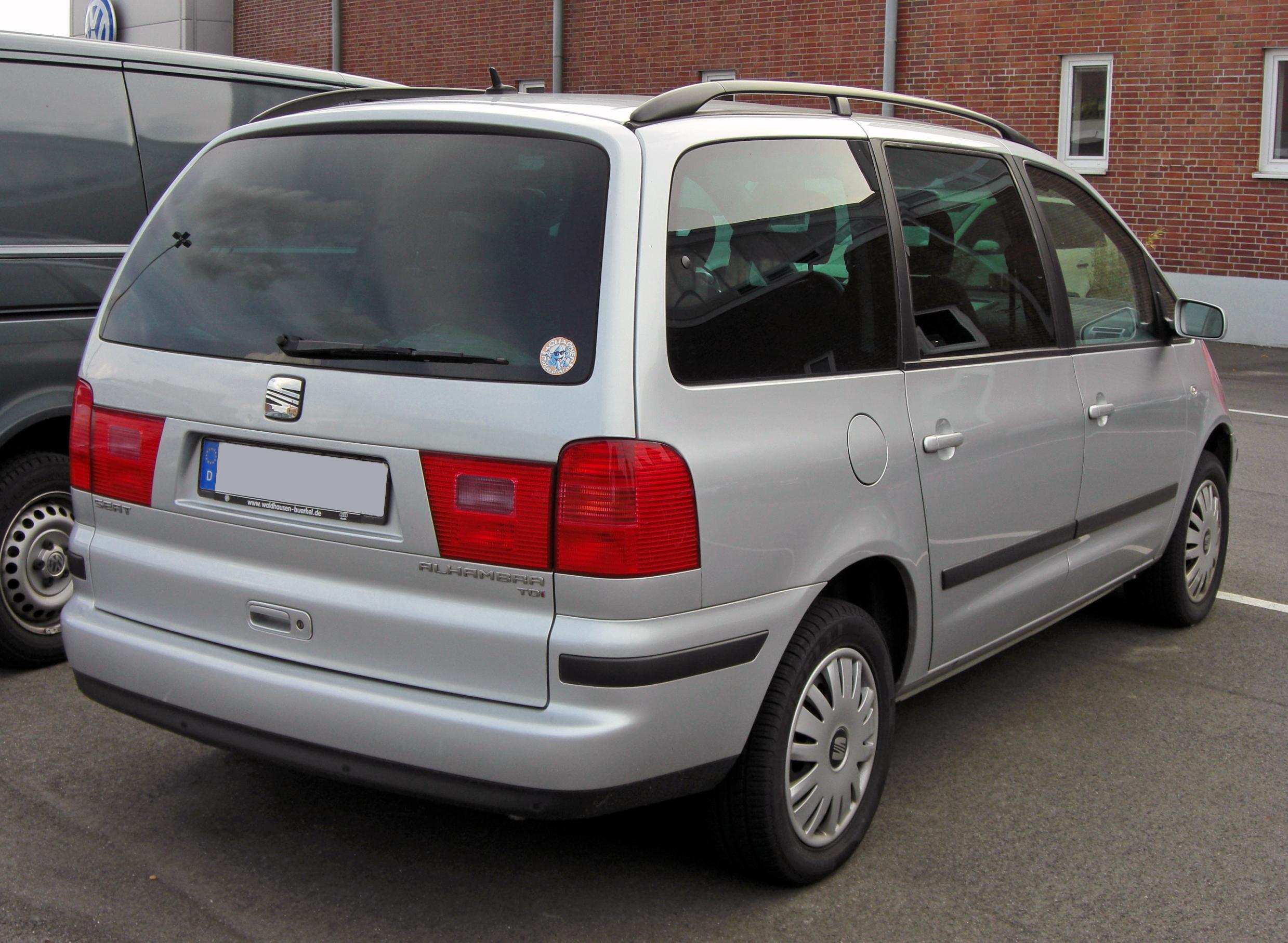
後期型リア

## ２代目 7N型（2010年 - 2020年）
２代目のセアト・アルハンブラは2011年10月18日に発表されて、2012年3月に発売。
2020年3月に、セアト・アルハンブラの生産を終えると発表。